# Olena Burjak
Olena Swjatoslawiwna Burjak (ukrainisch Олена Святославівна Буряк; * 8. Februar 1988 in Mykolajiw, Ukrainische SSR) ist eine ukrainische Ruderin. Sie wurde 2010 Europameisterin im Doppelvierer und nahm für die Ukraine an den Olympischen Sommerspielen 2012 sowie an zahlreichen Ruder-Weltmeisterschaften teil.

## Karriere
Burjak begann mit dem Rudersport 1998. Im Alter von 16 Jahren nahm sie 2004 an den Weltmeisterschaften der Junioren teil und gewann eine Silbermedaille im Doppelvierer. 2006 und 2007 wurde Burjak bereits in der offenen Altersklasse beim Ruder-Weltcup und den Weltmeisterschaften im Doppelzweier eingesetzt, gewann jedoch keine Medaillen. Sie war allerdings noch in der U23-Altersklasse startberechtigt und erreichte bei den U23-Weltmeisterschaften einen vierten Platz 2007 im Doppelzweier sowie eine Goldmedaille 2009 im Doppelvierer.
Nach 2009 startete Burjak nur noch in der offenen Altersklasse. 2009 und 2011 unternahm die Skullerin dabei einen Ausflug in die Riemendisziplinen, startete mit dem ukrainischen Frauen-Achter bei den internationalen Wettkämpfen und gewann dabei zwei EM-Bronzemedaillen. Dazwischen hatte sie sich 2010 für das ukrainische Top-Skullboot, den Doppelvierer, qualifiziert. Zusammen mit Anastassija Koschenkowa, Kateryna Tarassenko und Jana Dementjewa wurde Burjak Europameisterin und Vizeweltmeisterin. Aus dem Doppelvierer, der später bei den Olympischen Spielen 2012 die Goldmedaille gewann, rutschte sie jedoch wieder heraus. Mit Hanna Krawtschenko startete sie im Doppelzweier in London und belegte den zehnten und letzten Platz in dieser Bootsklasse.
Im neuen Olympiazyklus ab 2012 startete Burjak weiterhin regelmäßig für die Ukraine bei Europa- und Weltmeisterschaften in den Skullbooten. Dabei belegte sie zwischen 2012 und 2014 regelmäßig die Plätze 6 bis 10, gewann jedoch keine Medaillen. Bei den Europameisterschaften 2016 gewann sie die Bronzemedaille mit dem Doppelvierer. Im Finale der Olympischen Spiele 2016 belegte der ukrainische Doppelvierer mit Daryna Werchohljad, Burjak, Anastassija Koschenkowa, Jewhenija Nimtschenko den vierten Platz. Nach einem schwächeren Jahr 2017 gewann der ukrainische Doppelvierer bei den Europameisterschaften 2018 in der Besetzung Werchohljad, Burjak, Koschenkowa und Jewhenija Dowhodko die Silbermedaille hinter den Polinnen.
Am 31. Januar 2015 erruderte Burjak bei den Indoor-Rowing-Europameisterschaften in Stettin mit einer Zeit von 6:25,0 min über die Distanz von 2000 m einen neuen Weltrekord auf dem Concept2-Ruderergometer. Bei den World Games 2017 verbesserte sie ihren Weltrekord auf die Zeit von 6:22,8 min und siegte außerdem über 500 m der offenen Gewichtsklasse.
Burjak startet für den Verein Spartak Kiew. Bei einer Körperhöhe von 1,94 m beträgt ihr Wettkampfgewicht rund 88 kg.

## Flucht vor russischer Invasion
Nach dem Überfall Russlands auf die Ukraine am 24. Februar 2022 floh Burjak nach Polen und kam laut eigener Mitteilung auf ihrem Instagram-Profil am 4. März 2022 bei der polnischen Ruderin Agnieszka Kobus-Zawojska in Warschau unter.
Ihr aus Belarus stammender Ehemann Pavel Shurmei, der ebenfalls Ruderer ist, schloss sich der Internationalen Legion der Territorialverteidigung der Ukraine an.